# Mancinella
Genre
Mancinella est un genre de mollusques gastéropodes prédateurs de la famille des Muricidae.

## Liste des espèces
Selon World Register of Marine Species (9 mai 2016) :
- Mancinella alouina (Röding, 1798)
- Mancinella armigera Link, 1807
- Mancinella capensis (Petit de la Saussaye, 1852)
- Mancinella echinata (Blainville, 1832)
- Mancinella echinulata (Lamarck, 1822)
- Mancinella grossa (Houart, 2001)
- Mancinella herberti (Houart, 1998)
- Mancinella lata (Kuroda, 1931)
- Mancinella marmorata (Pease, 1865)
- Mancinella siro (Kuroda, 1931)

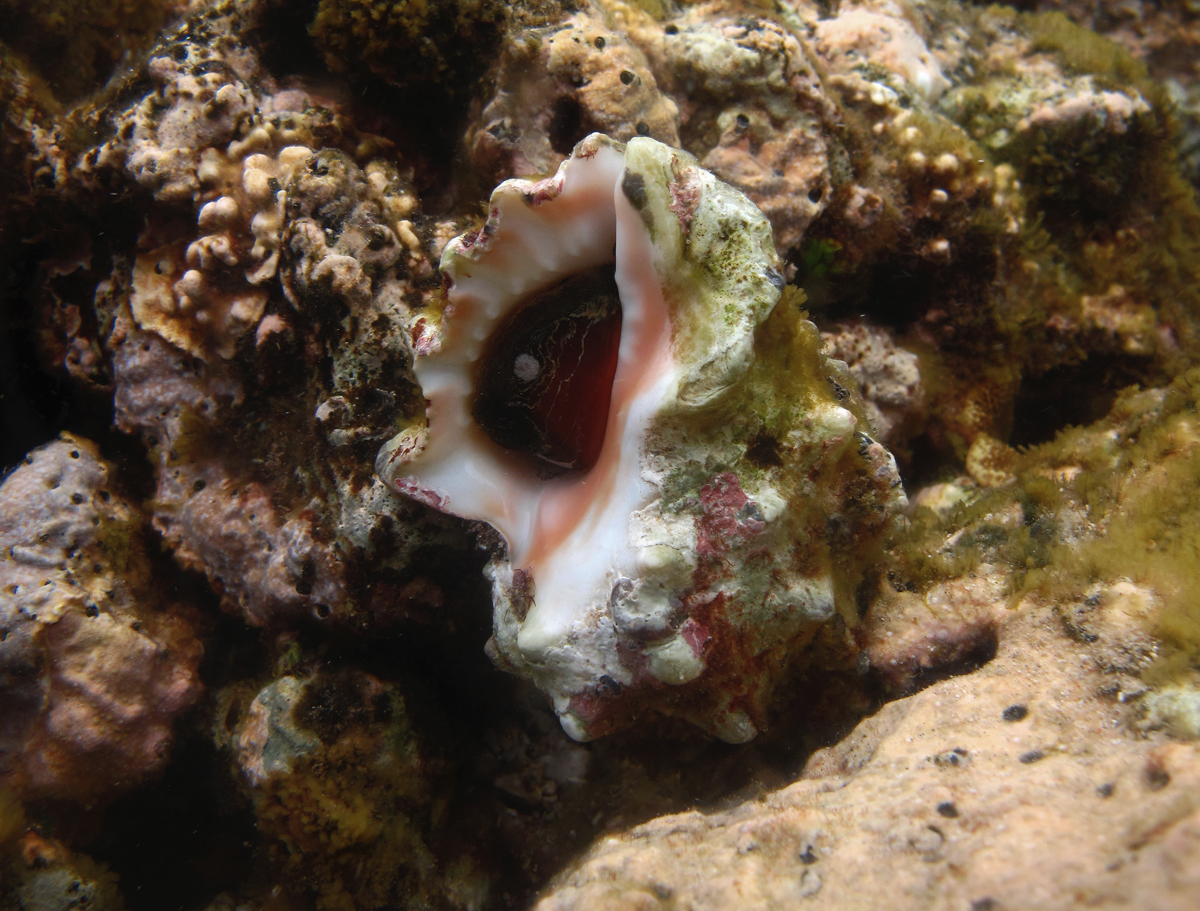
Mancinella armigera.
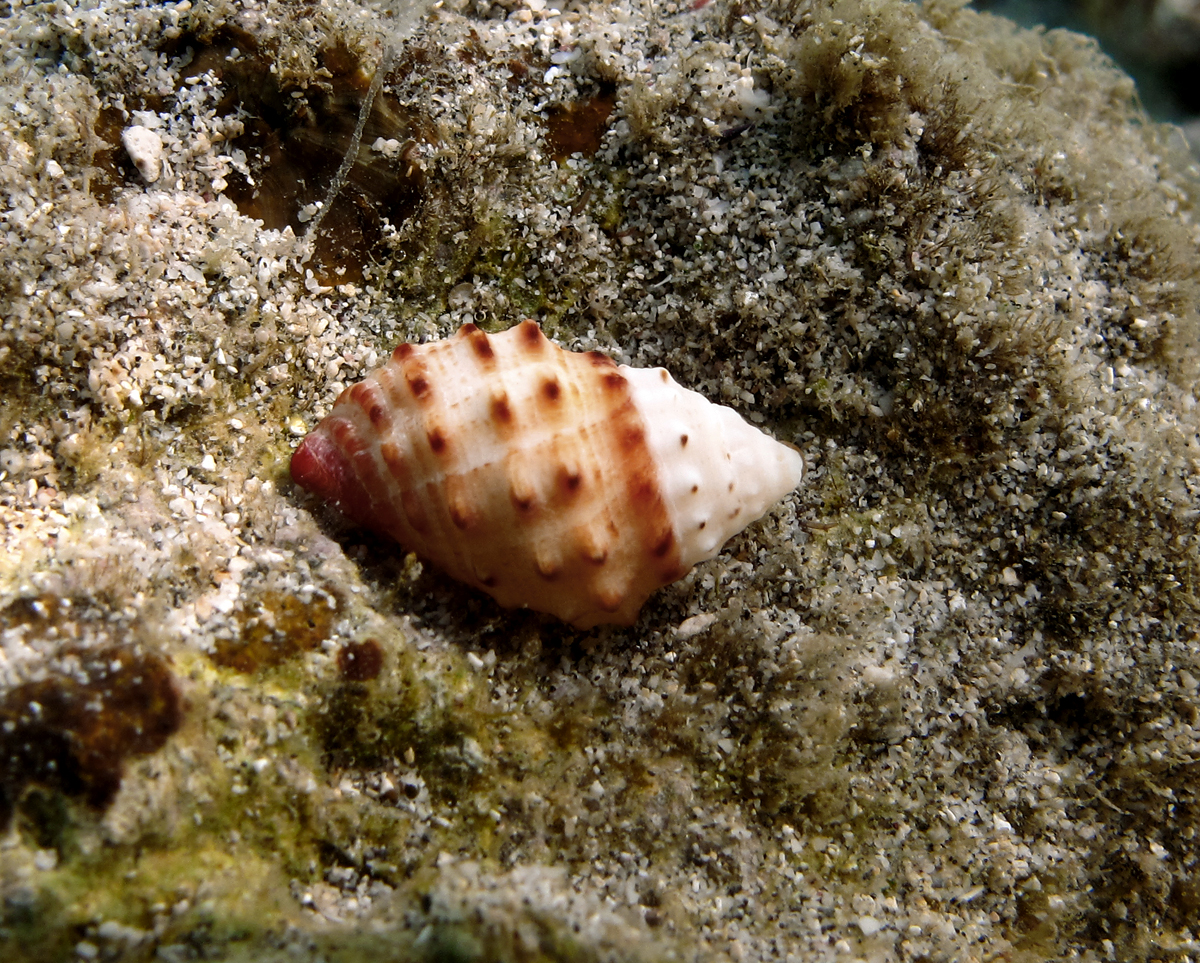
Mancinella sp.